# Henryk Charucki
Henryk Charucki (nascido em 2 de dezembro de 1955) e um ex-ciclista polonês. Venceu a edição de 1979 da Volta à Polônia.